# Montdoumerc
Montdoumerc ist eine französische Gemeinde mit 570 Einwohnern (Stand 1. Januar 2022) im Département Lot in der Region Okzitanien. Sie gehört zum Arrondissement Cahors und zum Kanton Marches du Sud-Quercy. 
Sie grenzt im Norden an Fontanès, im Nordosten an Lalbenque, im Osten an Belfort-du-Quercy, im Süden an Montpezat-de-Quercy und im Westen an Saint-Paul-Flaugnac mit Saint-Paul-de-Loubressac.

## Bevölkerungsentwicklung
| Jahr      | 1962 | 1968 | 1975 | 1982 | 1990 | 1999 | 2008 | 2018 |
| --------- | ---- | ---- | ---- | ---- | ---- | ---- | ---- | ---- |
| Einwohner | 332  | 304  | 311  | 343  | 380  | 359  | 419  | 543  |